# Mistrzostwa Afryki w strzelectwie
Mistrzostwa Afryki w strzelectwie – zawody strzeleckie rozgrywane co dwa lata. Pierwsza edycja w odbyła się w 1984 roku w Tunisie. Jedyna osobna, jak dotąd, rywalizacja w rzutkach odbyła się w 2011 roku w Rabacie. Organizatorem jest Afrykańska Federacja Strzelecka (ASSF).

## Edycje
| Lp. | Rok           | Gospodarz    | Data                   | Liczba konkurencji |
| --- | ------------- | ------------ | ---------------------- | ------------------ |
| 1.  | 1984          | Tunis        |                        | 13                 |
| 2.  | 1987          | Kair         |                        | 13                 |
| 3.  | 1993          | Bloemfontein |                        | 12                 |
| 4.  | 1995          | Kair         |                        | 16                 |
| 5.  | 1997          | Bloemfontein |                        | 17                 |
| 6.  | 1999          | Kair         |                        | 17                 |
| 7.  | 2003          | Pretoria     |                        | 17                 |
| 8.  | 2007          | Kair         | 1–9 marca              | 17                 |
| 9.  | 2010          | Tipasa       | 20–28 marca            | 9                  |
| 10. | 2011          | Kair         | 15–25 października     | 10                 |
| 1.  | 2011 (rzutki) | Rabat        | 25 maja–3 czerwca      | 5                  |
| 11. | 2014          | Kair         | 17–26 lutego           | 16                 |
| 12. | 2015          | Kair         | 28 listopada–7 grudnia | 15                 |
| 13. | 2017          | Kair         | 19 kwietnia–2 maja     | 17                 |
| 14. | 2019          | Tipasa       | 20–29 września         |                    |